# Rescue Me
Rescue Me este al doilea single al Madonnei de pe compilația de hituri The Immaculate Collection.